# Печенежский район
Печенежский район (укр. Печенізький район) — упразднённая в 2020 году административная единица на севере Харьковской области Украины. Административный центр — посёлок городского типа Печенеги.

## География
Площадь — 468 км². Район граничит на западе с Чугуевским, на востоке — с Великобурлукским, на юге — с Шевченковским, на севере — с Волчанским районом Харьковской области. Расстояние от пгт Печенеги до города Харькова — 50 км.
Основные реки — Северский Донец, Великий Бурлук, Гнилушка, Хотомля, Волоцкая (Волосская) Балаклейка, Мокрый Бурлук, Сухой Бурлук, Величкова, Гнилица, Берестовая, Большая Бабка.
На территории района расположено Печенежское водохранилище — одно из крупнейших в области с площадью зеркала 3,6 тыс. га.
В 1984 году на территории района был образован ландшафтный заказник местного значения «Печенежская лесная дача».

## История
- Печенеги, как народ, впервые упоминаются в Ипатьевской летописи в 898 году.
- Печенеги, как название озера на территории нынешнего района, впервые встречается в жалованных грамотах за 1599 и 1616 годы, когда эта местность была передана в пользование белгородскому служивому Маслову «на прокорм», то есть в виде оплаты за государственную службу.
- Печенеги как населенный пункт впервые упоминается в 1654 году. Название «Печенежское поле» регулярно встречается в письменных документах первой половины 17 столетия.
- 1655 год — создание военно-административной единицы — Печенежская сотня Харьковского слободского полка.
- 1817 год — основание военного поселения и начало дислокации в Печенегах и округе Таганрогского полка (позже переименованного в Белгородский).
- 1869 год — создание в Печенегах Новобелгородской центральной каторжной тюрьмы.
- Июнь 1919 года — формирование наибольшего повстанческого отряда Харьковщины.
- Печенежский район образован в конце 1923 года.
- 1958 год — начало строительства Печенежского водохранилища.
- 1963 год — район был упразднён; его территория распределена между Великобурлукским, Шевченковским и Чугуевским районами Харьковской области.
- 13 декабря 1991 года Печенежский район был воссоздан уже в новых границах, с весьма небольшим количеством населённых пунктов (тринадцать).
- 17 июля 2020 года в рамках украинской административно-территориальной «реформы» по новому делению Харьковской области[3] район был ликвидирован;[4] его территория присоединена к Чугуевскому району.

## Демография
Население района составляет 9 747 человек (данные 2019 г.), в том числе в городских условиях проживают 5 161 человек, в сельских — 4 586 человек.

## Административное устройство[6]
Район включает в себя:
| - Поселковых советов: 1 - Сельских советов: 4 | - Посёлков городского типа: 1 - Сёл: 11 |

### Местные советы
| Печенежский поселковый совет Артемовский сельский совет Борщовский сельский совет | Мартовский сельский совет Новобурлукский сельский совет |

### Населённые пункты
| с. Анновка с. Артемовка с. Борщевая с. Гарашковка | с. Гусловка с. Кицевка с. Мартовое с. Новый Бурлук | с. Першотравневое пгт Печенеги с. Приморское с. Пятницкое |

#### Ликвидированные населённые пункты
| с. Червоное |

## Экономика
Ведущей отраслью экономики района является сельское хозяйство. Удельный вес производства сельскохозяйственной продукции составляет 72,8 % от общего объема производства района. Район специализируется в растениеводстве (73 %) — на производстве зерновых и технических культур, в животноводстве — на производстве молока и мяса.
Площадь сельскохозяйственных угодий района составляет 30,08 тыс. га, из которых:
- пашни — 24,4 тыс. га. (81,1 %);
- пастбища — 3,09 тыс. га. (10,3 %);
- сенокосы — 2,6 тыс. га. (8,6 %);
- леса и лесопосадки — 9,1 тыс. га.

## Достопримечательности
- Поселение скифского времени (V—ІІІ ст. до н. э.) пгт. Печенеги.
- Курганы (4), (ІІІ тыс. до н. э. — І тыс. н. э.) с. Артемовка.
- Курганы (40), (ІІІ тыс. до н. э. — II тыс. н. э.) с. Артемовка.
- Поселение неолитического времени (V—ІV тыс. до н. э.) с. Кицевка.
- Поселение салтовской культуры (VІІІ—X ст. н. э.) с. Мартовое.
- Курганы (9) (ІІІ тыс. до н. э. — І тыс. н. э.) с. Мартовое.
- Курганы (18) (ІІІ тыс. до н. э. — І тыс.н. э.) с. Новый Бурлук.
- Курганы (7) (ІІІ тыс. до н. э. — II тыс. н. э.) с. Первомайское.

## Известные люди
- Семирадский Генрих Ипполитович (24.10.1843—23.08.1902) — всемирно известный художник. Родился в с. Новобелгород (в настоящее время — пгт. Печенеги). Ему поставлен памятник возле лицея им. Г. Семирадского в пгт. Печенеги.
- Джигурда Ольга Петровна (07.12.1901—10.12.1986) — известная писательница, заслуженный врач УССР, член союза писателей. Родилась в пгт. Печенеги.
- Даниленко Иосиф Абрамович (15.11.1903—5.01.1980) — известный учёный-зоотехник, академик ВАСХНИЛ (с 1966 г.); с 1941 г. — директор научно-исследовательского института животноводства Лесостепи и Полесья УССР (г. Харьков). Родился в с. Новый Бурлук.
- Куценко, Виталий Данилович (26.06.1939) — украинский дирижёр, заслуженный деятель искусств Украины, почётный гражданин Печенежского района.